# Witwanggibbon
De witwanggibbon (Nomascus leucogenys) is een gibbonsoort uit Noord-Vietnam, Noord-Laos en Zuid-China. Mannetjes zijn zwart met witte wangen en vrouwtjes hebben een rijke beige kleur met donkerbruine manen over de middellijn van de kop. Het is een van de grootste gibbons (behalve siamang) en heeft zelfs voor een gibbon ongewoon lange armen. Het dier eet fruit, bladeren, kleine dieren en bloemen. Hij is territoriaal en leeft in stellen van een mannetje en een vrouwtje en hun nakomelingen. Hij is "ernstig bedreigd", mogelijk uitgeroeid in China, waardoor er nu alleen nog geïsoleerde populaties voorkomen in Laos en Vietnam.

## Beschrijving
Mannetjes en vrouwtjes in het wild wegen beide ongeveer 7½ kg. De armen zijn ongeveer 30% langer dan de benen. Net als bij andere kleine mensapen die voorkomen ten noorden van het zuidelijkste puntje van Myanmar, verschillen mannetjes en vrouwtjes van de witwanggibbon in kleur. Alleen de mannetjes ontwikkelen een keelzak. Volwassen mannetjes en jongen van beide geslachten zijn volledig zwart, behalve de wangen. Vrouwtjes zijn roodachtig beige (rijker gekleurd dan de kuifgibbon) met een zwarte of bruine kuif van de kruin tot de nek. Mannetjes hebben een halfhangend scrotum, maar geen prominente haartoef in de schaamstreek zoals bij andere geslachten kleine mensaap. In het wild kunnen witwanggibbons zeker 28 jaar oud worden en een exemplaar van de nauw verwante soort Nomascus siki bereikte in een dierentuin een leeftijd van 44 jaar.

### Ontwikkeling
De baby's wegen ongeveer 480 g. De geboortevacht is lichtgeel of goudgeel, net als bij het volwassen vrouwtje, zonder gezichts- of andere markeringen en begint na een paar maanden te veranderen naar zwart. Na ongeveer een jaar is de vacht volledig zwart met lichte wangvlekken. Vrouwtjes beginnen op 4-5-jarige leeftijd te veranderen naar hun volwassen beige kleur, wat ongeveer 6 maanden duurt. Mannetjes veranderen niet meer van kleur wanneer ze volwassen worden. De ontwikkeling van zowel de verschillende kleur van de vacht bij volwassen mannetjes en vrouwtjes als verschillende liederen wordt voorafgegaan door een lange periode waarin jonge dieren lijken op volwassen dieren van het andere geslacht. Jonge mannetjes en vrouwtjes hebben de zwarte volwassen kleuring en zingen het vrouwelijke lied. Wanneer ze geslachtsrijp worden, verandert de vachtkleur van het vrouwtje naar roodachtig beige en beginnen mannetjes de mannelijke liederen te zingen. In feite zijn jonge dieren dus "uniseks", zowel in vachtkleur als liedrepertoire, waarbij hun geslachtsspecifieke verschillen pas worden onthuld wanneer ze volwassen worden. Dit maskerende effect is mogelijk geëvolueerd als een mechanisme om inteelt te voorkomen door de seksuele aantrekkelijkheid van jonge gezinsleden voor elkaar en voor hun ouders te verminderen.

### Anatomie
Bij alle soorten van het geslacht Nomascus loopt vanaf de zijkant gezien het profiel van de schedel in een rechte lijn schuin omhoog naar achteren van vóór de neusbeenderen tot het niveau van de bovenste randen van de oogkassen, en is de  oogkasrand afgeplat, een kenmerk dat hen onderscheidt van alle andere kleine mensapen. De schedel van mannelijke witwanggibbons is gemiddeld 11½ cm lang en 7½ cm breed, en bij vrouwtjes 11 cm lang en 7 cm breed. De achterste ware kies is duidelijk kleiner dan de voorste, en daarmee verschilt de soort van de kuifgibbon waarbij de ware kiezen gelijk van grootte zijn. De tandformule van de volwassen witwanggibbon is 2.1.2.32.1.2.3 × 2 = 32, dat wil zeggen twee snijtanden, een hoektand, twee valse kiezen en drie ware kiezen in elke helft van de bovenkaak, en diezelfde elementen in de onderkaak. Dit is identiek aan de elementen van het gebit van de mens. De wervelkolom bestaat uit 7 nekwervels, 14 borstwervels, 5 lendenwervels en 4 tot 5 heiligbeenwervels. Net als alle mensapen is de witwanggibbon staartloos. Daarmee is het totaal aantal wervels 30 of 31. De soorten van het geslacht Nomascus hebben een relatief langere romp en voorpoten, en een kortere achterpoot dan gemiddeld onder de kleine mensapen.

### Verschillen met verwante soorten
Vergeleken met de kuifgibbon - die fijn, bijna zijdeachtig, gitzwart haar heeft - is het haar van de witwanggibbon (en de goudwanggibbon) langer en grover en gemengd met wat zilverachtige haren die onopvallend door elkaar heen zitten. Wit wanghaar strekt zich uit van onder het niveau van de mondhoeken tot boven het niveau van de bovenkant van de oren. Vrouwtjes missen de zwarte of donkergrijze zone in de borst- en buikvacht die kenmerkend is voor vrouwelijke kuifgibbons. De manen op het hoofd zijn donkerbruin, vaak met een kastanjebruine tint, en eindigen stomp in de nek, geen punt. Het haar in het midden van de kruin dat in een prominente pluk omhoog komt bij het mannetje, is bijna volledig afwezig bij het vrouwtje. Bij de kuifgibbon heeft het vrouwtje een pluk  die lijkt op die van het mannetje en langer haar over de oren heeft dat ontbreekt bij vrouwelijke witwanggibbons. De kleur van de vacht van vrouwtjes, inclusief die van de kruin, varieert aanzienlijk tussen individuen.

## Taxonomie
De witwanggibbon werd voor het eerst wetenschappelijk beschreven door de Iers-Britse zoöloog William Ogilby in 1840 die het dier de wetenschappelijke naam Hylobates leucogenys gaf. In 1927 was Reginald Innes Pocock van mening dat het een ondersoort betreft van de kuifgibbon en maakte daarmee de nieuwe combinatie Hylobates concolor leucogenys. Gerrit Smith Miller Jr. stelde in 1933 voor om de witwanggibbon onder te brengen in een nieuw ondergeslacht Nomascus en creëerde zo de combinatie Hylobates (Nomascus) leucogenys. De Australische primatoloog Colin Groves was het met Miller eens maar beschouwde de witwanggibbon wel als ondersoort van de kuifgibbon en zo ontstond in 1972 de combinatie Hylobates (Nomascus) concolor leucogenys. Thomas Geissman, N.X. Dang, N. Lormee en F. Momberg gebruikten in hun Vietnam primate conservation status review, part I, gepubliceerd in 2000 voor het eerst de huidige naam Nomascus leucogenys.

### Verwantschap
Op basis van vergelijking van homoloog DNA bestaat er meer inzicht in de verwantschap van de kleine mensapen. De witwanggibbon is het nauwst verwant aan Nomascus siki. Zowel de bouw als de geluiden die deze soorten maken bevestigen zowel de status als afzonderlijke soorten als hun nauwe verwantschap.

## Gedrag
In gevangenschap spelen witwanggibbons voor zichzelf en nodigen anderen uit om spelletjes te doen. De tijd besteed aan spelactiviteiten bereikt een hoogtepunt rond de leeftijd van 5 jaar, maar de dieren bleven spelen tot ten minste 7 jaar. Uiteindelijk verwijderen de adolescenten zich steeds verder van de ouders en jaagt de vader zoons ook weg.

### Voedsel
De witwanggibbon is ongeveer 9½ uur per dag actief. Gemiddeld wordt ruim 40% van de tijd besteed aan eten, 45% aan rusten en 13% aan verplaatsingen van 1 tot 1½ km per dag. Tijdens het natte seizoen dat loopt van mei tot oktober zijn er veel vruchten beschikbaar en verplaatsen de dieren zich minder ver. In het droge seizoen verplaatsen de dieren zich verder en eten ze meer blad. Ze eten het meest tussen 8 en 10 uur in de ochtend. De maaginhoud van 3 exemplaren uit Vietnam bestond voor 90-100% uit vruchten. In zuidelijk Yunnan was 10% van het voedsel van dierlijke oorsprong en maakten vruchten en blad ongeveer een gelijk deel uit van de rest.

### Voortplanting
De menstruatiecyclus duurt bij de witwanggibbon gemiddeld zo'n 21 dagen en de zwangerschap 200 tot 212 dagen. De menstruatie start rondom het moment dat een vrouwtje de volwassen beige kleur heeft gekregen. In dierentuinen worden mannetjes en vrouwtjes meestal voor het eerst ouder op een leeftijd van 7 tot 9 jaar.

## Leefgebied
De witwanggibbon komt voor in subtropisch, altijd groenblijvend bos in gebieden met zachte winters zonder vorst op een hoogte tussen 200 en 1650 m boven de zeespiegel. Uit de jaren 1980 zijn waarnemingen uit Yunnan in bossen op een hoogte tussen 700 en 1000 m. In Laos komen gibbons voor in het bekken van de Mekong in het berggebied Phou Ahyon van de provincie Sekong en tot 1650 m in het reservaatsgebied Nam Et-Phou Louey op de grens van de provincies Hua Phan, Luang Prabang en Xieng Khuang. Maar de gibbons zijn schaars in bossen boven de 1500 m.

## Verspreiding, populatie-omvang en bescherming
De witwanggibbon kwam vroeger voor in het zuidwesten van Yunnan, China, maar is daar kort na 2008 vermoedelijk uitgestorven. Wel kan de soort nog aangetroffen worden in noordelijk Vietnam en noordelijk Laos. Historisch gezien was de Rode Rivier de grens tussen het verspreidingsgebied van de witwanggibbon in het zuiden en de kuifgibbon in het noorden. Binnen Vietnam is de Zwarte Rivier (Song Da), een zuidwestelijke zijrivier die voor het grootste deel parallel loopt aan de Rode Rivier, de grens. Recente studies geven aan dat de soort in Laos zuidelijk voorkomt tot de Ka Ding-rivier en in Vietnam tot de Rao Nay-rivier.
Omdat ze strikt boombewonend zijn, hebben alle gibbonsoorten volwassen bos nodig, en daarin liggen hun grootste bedreigingen: ontbossing en fragmentatie. Nog in 1933 werden er gibbons aangetroffen in heel noordelijk Vietnam en noordelijk Laos, behalve in ontboste gebieden en het dicht bevolkte noordoosten van Vietnam. Alle moderne waarnemingen van witwanggibbons zijn uit relatief ontoegankelijk primair laagland- of bergbos. Momenteel zijn de populatiegegevens onvoldoende om de wereldwijde populatie of de populatie in beide landen te schatten waar de soort nog steeds voorkomt. In 2007 werd de soort vrij wijd verspreid aangetroffen, hoewel dun, verspreid in de provincies Hua Phan, Luang Prabang en Phonsali, Noord-Laos. In Vietnam zijn alleen nog kleine geïsoleerde populaties over, onder andere als gevolg van grootschalige ontbladering tijdens de Vietnamoorlog. Ook is het leefgebied sterk afgenomen als gevolg van bevolkingsgroei in de dalen, boskap en ontginning voor de landbouw. Daarnaast wordt er op gibbons gejaagd 
Sinds omstreeks 1990 is de jacht op gibbons eveneens een groot gevaar. In China, Laos en Vietnam wordt de gibbon bejaagd als voedsel (bushmeat), voor de bereiding van traditionele medicijnen, en voor de internationale handel in dieren. Omdat er  een taboe heerst om gibbons kwaad te doen bij traditionele bevolkingsgroepen in Laos, is de jacht daar minder intensief dan in Vietnam. Hoewel de witwanggibbon kan overleven in aangetaste bossen, is door toenemend landbouwkundig gebruik en houtkap veel habitat verloren gegaan. In 2008 werd vastgesteld dat de witwanggibbon in de (toen) afgelopen 45 jaar met 80% in aantal is achteruitgegaan (3,5% per jaar) en dat er geen uitzicht is op verbetering. Daarom staat de soort als ernstig bedreigd (kritiek) op de internationale rode lijst.

## In Nederland en Vlaanderen
Deze soort is ook in verscheidene dierentuinen te zien. Anno april 2018 is dat in Nederland het geval in Apenheul, Safaripark de Beekse Bergen en Dierenrijk Mierlo en in België in Pairi Daiza, Planckendael bij Mechelen en de Olmense zoo.
|  |  |  |
|  |  |  |
|  |  |  |